# エグリントン線
エグリントン線（英語:  Line 5 Eglinton）は、カナダトロントにある2021年に開通が予定されていたトロント市地下鉄の路線（5号線）である。地下区間のあるライトレール路線となる。マウント・デニス駅とケネディー駅を結ぶ予定である。

## 概要
1990年代半ばには、エグリントン・ウェスト線の工事が着工したが、この建設は主要な工程を経ないまま頓挫した。しかし2007年序盤に、ライトレール案として再度着工が議論され（Eglinton Crosstown LRT）、路線の中ほど（キール通り-レイヤード・ドライブ間）は地下を走り、それ以外は地上を走り、ピアソン空港からスカボローまで概ね市内を東西に横断する路線が提案された。この案はエグリントン線の名で半分を地下線、半分を地上を走り、Kennedy駅でスカボローRTと接続する路線として現在建設が進んでいる。
当初予定されていた2021年より大幅に延期され2023年現在でも未だ工事中となっている。2024年の開業を見込んでいる。

## 駅
| 5号線エグリントン                                      | 5号線エグリントン                                                  | 5号線エグリントン | 5号線エグリントン |
| 駅名                                                   | 接続路線                                                           | 開通年            | 方式              |
| ------------------------------------------------------ | ------------------------------------------------------------------ | ----------------- | ----------------- |
| マウント・デニス駅：Mount Dennis                       | ■GOトレイン・キッチナー線 ■ユニオン・ピアソン・エクスプレス        | 2023年開業予定    | 地上              |
| キールズデール駅：Keelesdale                           |                                                                    | 2023年開業予定    | 地下              |
| カレドニア駅：Caledonia                                | ■GOトレイン・バリー線                                              | 2023年開業予定    | 地下              |
| フェアバンク駅：Fairbank                               |                                                                    | 2023年開業予定    | 地下              |
| オークウッド駅：Oakwood                                |                                                                    | 2023年開業予定    | 地下              |
| セダーベール 駅：Cedarvale                             | ■ヤング・ユニバーシティ線                                          | 2023年開業予定    | 地下              |
| フォレスト・ヒル駅：Forest Hill                        |                                                                    | 2023年開業予定    | 地下              |
| チャプリン駅：Chaplin                                  |                                                                    | 2023年開業予定    | 地下              |
| アベニュー駅：Avenue                                   |                                                                    | 2023年開業予定    | 地下              |
| エグリントン駅：Eglinton                               | ■ヤング・ユニバーシティ線                                          | 2023年開業予定    | 地下              |
| マウント・プレザント駅：Mount Pleasant                 |                                                                    | 2022年開業予定    | 地下              |
| リーサイド駅：Leaside station                          |                                                                    | 2023年開業予定    | 地下              |
| レアード駅：Laird                                      |                                                                    | 2023年開業予定    | 地下              |
| サニーブルック・パーク駅：Sunnybrook Park              |                                                                    | 2023年開業予定    | 地上              |
| 科学センター駅：Science Centre                         |                                                                    | 2023年開業予定    | 地下              |
| アーガー・ハーン公園・博物館駅：Aga Khan Park & Museum |                                                                    | 2023年開業予定    | 地上              |
| ウィンフォード駅：Wynford                              |                                                                    | 2023年開業予定    | 地上              |
| スローン駅：Sloane                                     |                                                                    | 2023年開業予定    | 地上              |
| オコナー駅：O'Connor                                   |                                                                    | 2023年開業予定    | 地上              |
| ファーマシー駅：Pharmacy                               |                                                                    | 2023年開業予定    | 地上              |
| ハキム・レボビッチ駅：Hakimi Lebovic                   |                                                                    | 2023年開業予定    | 地上              |
| ゴールデン・マイル駅：Golden Mile                      |                                                                    | 2023年開業予定    | 地上              |
| バーチマウント駅：Birchmount                           |                                                                    | 2023年開業予定    | 地上              |
| オンビュー駅：Ionview                                  |                                                                    | 2023年開業予定    | 地上              |
| ケネディー駅：Kennedy                                  | ■スカボロー線、■ブロア・ダンフォース線 ■GOトレイン・スタウフビル線 | 2023年開業予定    | 地下              |

## 第二期区間
マウント・デニス駅からトロント・ピアソン国際空港までの建設が進められる予定である。